# Сирний туризм
Сирний туризм — спеціалізований вид кулінарного туризму, метою якого є ознайомлення туристів з національними традиціями сироваріння, культурою споживання сиру, виготовленням місцевих страв із сиром. 
У світі є кілька визнаних[ким?] країн-лідерів, де вид сиру став стійко асоціюватися з місцем свого походження. Франція, Італія, Німеччина, Нідерланди, Швейцарія та Іспанія. Цей вид туризму надає можливість туристам не лише спробувати та купити автентичні сири, але й поглибитися у процес виробництва та традиції місцевого сирозбірного ремесла.

## Сирні Фестивалі та події
Сирні фестивалі та події є важливою частиною сирного туризму, де гурмани та любителі сирів мають можливість відкрити для себе нові смаки, вивчити секрети виробництва та насолодитися атмосферою справжнього гастрономічного свята. 

### У світі
У світі відомими подіями сирного туризму є:
1. Міжнародний фестиваль сиру в місті Бра, Італія
2. Національний день сиру у Франції
3. Великий сирний фестиваль у Вісконсіні
4. Щорічний фестиваль сиру на Криті
5. World Cheese Awards (Лондон)

### В Україні
В Україні відомими подіями у сфері сирного туризму є:
1. Фестиваль Великоберезнянського сиру "Молочна ріка", (с. Стужиця Великоберезнянського району Закарпатської області). [5][6][7][8]
2. Карпатська бринза (м. Рахів)[9][10][7]
3. Фестиваль сиру і вина (м. Львів)[9][8]

## Музеї сиру
У музеях сиру відвідувачі можуть ознайомитись з історією сироваріння у певній місцевості. Відомими є Музей пармезану (Парма), ферми Malga Ciauta та Malga Ciapela (Доломітові Альпи), музей-будинок сиру «Грюєр».